# Sint-Willibrorduskerk (Veldhoven)
De Sint-Willibrorduskerk is een kerkgebouw in Zeelst in de gemeente Veldhoven in de Nederlandse provincie Noord-Brabant. De kerk staat aan de Blaarthemseweg en ten noordoosten van de kerk ligt zo'n 20 meter verder het kerkhof.
De kerk is gewijd aan Sint-Willibrordus. De kerk is geen rijksmonument, maar bepaalde delen van het interieur wel, te weten: een kerkklok die in 1551 gegoten is door Peter van den Ghein, twee schilderijen van omstreeks 1810, vaatwerk van 1750 en 1800 en een bolkroon met 12 lichten van omstreeks 1820.

## Geschiedenis
Reeds in 1646 bestond er in Zeelst al een parochie, zo blijkt uit stukken van het St-Severijnfonds.
In 1873 werd de parochiekerk gebouwd naar een ontwerp van Carl Weber.
In 1906 werd de toren ontworpen door architect Jan Stuyt.
In 1951-1952 werd deze kerk verder uitgebouwd, omdat deze te klein was geworden voor het groeiend aantal parochianen. Daarbij werden de zijbeuken aangebouwd.
In 2008-2009 werd de kerk gerestaureerd en op 14 juni weer in gebruik genomen.

## Opbouw
Het georiënteerde bakstenen gebouw bestaat uit een westtoren, een driebeukig schip in basilicale opstand met vijf traveeën en een driezijdig gesloten koor met één smal travee. De toren heeft drie geledingen, overhoekse steunberen met tussen de geledingen versnijdingen en een achtzijdige torenspits met vier spitse hoektorentjes. In de westgevel van de toren bevindt zich een spitsboogvenster in de onderste twee geledingen met twee driebladbogen en in de top een vijfpas. Over alle geledingen bevinden zich drie naast elkaar gelegen spaarvelden. In de derde geleding bevinden zich vier smalle spitsboogvensters, waarvan twee in het middelste spaarveld. De zijbeuken worden gedekt door een schilddak.